# 李文强
李文强（1989年9月2日—），中国足球运动员，司职前锋。

## 职业生涯
李文强职业生涯始于前南昌衡源。2009赛季进入球队一线队名单。2011年加盟湖北康天征战中乙联赛。2012年加盟新成立的湖北华凯尔并帮助球队冲甲成功。
在湖北华凯尔效力两个赛季后，李文强于2014年加盟武汉宏兴征战中国足球业余联赛。2016年由于在足协杯主场对阵江苏苏宁的比赛中参与斗殴和冒名顶替而被中国足协处以终身禁止从事与足球有关的活动的处罚。